# Geschützter Landschaftsbestandteil Allee östlich Almerfeld
Der Geschützte Landschaftsbestandteil Allee östlich Almerfeld mit einer Länge von etwa 565 m liegt nördlich von Radlinghausen im Stadtgebiet von Brilon. Das Gebiet wurde 2001 mit dem Landschaftsplan Hoppecketal durch den Kreistag des Hochsauerlandkreises als Geschützter Landschaftsbestandteil (LB) ausgewiesen. Der LB ist umgeben vom Landschaftsschutzgebiet Almerfeld.

## Beschreibung
Der Landschaftsplan führt zum LB aus: „Es handelt sich um eine alte Allee aus Spitz- und Bergahornbäumen mit Stammdurchmessern von durchweg über 50 cm und einer Höhe von 20 - 25 m. Der Zustand der Bäume macht teilweise Sanierungsmaßnahmen erforderlich; auch sollte rechtzeitig in die Zwischenräume nachgepflanzt werden. Die landschaftliche Wirkung der Allee rechtfertigt jedoch ihre langfristige Sicherung.“

## Schutzzweck
Der Landschaftsplan dokumentiert zum Schutzzweck:
„Als geschützte Landschaftsbestandteile werden Teile von Natur und Landschaft festgesetzt, soweit ihr besonderer Schutz
a) zur Sicherstellung der Leistungsfähigkeit des Naturhaushaltes,
b) zur Belebung, Gliederung oder Pflege des Orts- und Landschaftsbildes oder
c) zur Abwehr schädlicher Einwirkungen
erforderlich ist. Der Schutz kann sich in bestimmten Gebieten auf den gesamten Bestand an Bäumen, Hecken oder anderen Landschaftsbestandteilen erstrecken.“
Zu Verboten ist im Landschaftsplan aufgeführt:
„Nach § 34 Abs. 4 LG ist die Beseitigung eines geschützten Landschaftsbestandteils sowie alle Handlungen, die zu einer Zerstörung, Beschädigung oder Veränderung des geschützten Landschaftsbestandteils führen können, verboten.“
Mit dem Landschaftsplan wurde das Gebot erlassen:
„Die Geschützten Landschaftsbestandteile sind durch geeignete Pflegemaßnahmen zu erhalten, solange der dafür erforderliche Aufwand in Abwägung mit ihrer jeweiligen Bedeutung für Natur und Landschaft gerechtfertigt ist.“